# Emmanuelle Vaugier
Emmanuelle Frederique Vaugier, född 23 juni 1976 i Vancouver, British Columbia, Kanada, är en kanadensisk skådespelare och fotomodell.
Vaugier har haft småroller i en rad TV-serier, bland andra Förhäxad, One Tree Hill, Smallville och Veronica Mars. I CSI: New York spelar hon "Jennifer Angell". Hon är även känd i rollen som balettlärarinnan "Mia" i 2 1/2 män. I filmen Absolute Deception spelar hon mot Cuba Gooding Jr.